# Ghàlib ibn Abd-ar-Rahman as-Siqlabí
Ghàlib ibn Abd-ar-Rahman as-Siqlabí (901-981) fou un llibert i general d'Abd-ar-Rahman III de Còrdova.
El 946 va rebre el govern de la Marca Superior; va reconstruir Medinaceli que va esdevenir la seva base per futures operacions contra els castellans a la zona del riu Duero; la treva concertada per cinc anys es va acabar el 950, i la primavera del 953 va iniciar una campanya militar a terres castellanes en la que va fer força botí i presoners.
El 954 una flota siciliana, nominalment fatimita, va atacar Almería. En revenja el 955, amb alguns vaixells, va atacar la costa d'Ifríqiya sense èxit; el 956 va retornar a Ifríqiya amb 62 vaixells i va saquejar Marsa al-Kharaz i les regions de Tabarka i de Sussa.
Va fer altres atacs contra els cristians, però cal destacar el de Calahorra el 968.
El 972 el govern de Còrdova va enviar una expedició al Marroc per sotmetre als idríssides (que havien desconegut al califa el 952) dirigida pels general Muhammad ibn Kasim ibn Tumlus i l'almirall Ibn ar-Rumahis; van ocupar Tànger i després de diverses victòries van entrar a la capital idríssida Arzila; l'emir idríssida al-Hàssan II ibn al-Qàssim Gannun (955-974) va aconseguir reunir més forces amazigues i va sorprendre a l'exèrcit cordovès a Mahran, on va fer una carnisseria (fins i tot el mateix general Ibn Tumlus va morir). Llavors Ghàlib va ser enviat al Marroc i l'octubre del 973 va desembarcar entre Tànger i Ceuta, entrant en combat amb els idrissites; l'exèrcit d'al-Hàssan es va desbandar i l'emir va fugir a una fortalesa propera a al-Ksar al-Kabir (Alcazarquivir) anomenada "Roca de l'Àliga", amb els seus homes més lleials. Allí va estar assetjat uns quants mesos fins que es va rendir (974) i fou enviat a Còrdova. Marroc va restar sota domini de Còrdova fins al 1012.
Després d'això va reprendre les seves campanyes contra els cristians aquesta vegada contra Castella, Lleó i Navarra (primavera del 975) que s'havien col·ligat, i els va derrotar a Gormaz i a Langa al sud del Duero (8 de juliol del 975). En recompensa el califa li va donar el títol de dhu-s-sayfayn. Va establir el seu quarter general a Medinaceli. El 977 Xufar exercia el càrrec d'hàjib (una mena de primer ministre) que un altre membre del govern, Almansor, volia per a ell; els dos homes estaven interessats en l'aliança amb Ghàlib com a governador de la Marca Superior, i Xufar va demanar la mà d'Asma, filla de Ghàlib, per a uns dels seus fills; però Almansor també va demanar la mà d'Asma per a si mateix, i li fou concedida; el 978 Almansor es va casar amb Asma bint Ghàlib i el suport del seu sogre li va permetre substituir a Xufar que fou detingut (i va morir cinc anys després en captivitat).
Ghàlib era un fidel a la dinastia i quan Almansor va retirar tot el poder al califa Hixam II al que va deixar només activitats protocol·làries i religioses. Això va portar a conflictes entre els dos homes i finalment a una lluita oberta. Almansor, amb grans contingents amazics, es va apoderar de Medinaceli; Ghàlib llavors es va haver d'aliar als seus anteriors enemics el comte de Castella i el rei de Navarra. Inicialment Ghàlib i els seus aliats van obtenir algunes victòries però Almansor va lliurar una decisiva batalla en un lloc prop del castell anomenat pels cristians San Vicente, potser la moderna Torre Vicente entre Atienza i Gormaz, i va obtenir la victòria (10 de juliol del 981). Ghàlib va morir en la batalla de Torrevicente. en la que va prendre part tot i tenir 80 anys.